# Enric Cucurella
Enric Cucurella (Barcelona, 1976) es un editor español.

## Biografía
Cucurella estudió Filosofía por la Universidad de Chicago. Máster en Filosofía y lógica por la Universidad de Barcelona, trabajó desde el año 2000 como lector-editor en la agencia literaria de Carmen Balcells, en Barcelona. En febrero de 2004 fundó la editorial Alpha Decay junto con Diana Zaforteza, en colaboración con Carmen Balcells. 

## Ediciones Alpha Decay
Nacida en febrero de 2004, Alpha Decay es una apuesta personal de Cucurella y Zaforteza, con una nítida vocación de publicar obras a la vanguardia de la literatura mundial. En la editorial Alpha Decay Cucurella ha sacado a la luz en menos de veinte años un catálogo de más de un centenar de títulos, fundamentalmente de literatura contemporánea. Su colección más importante es ‘Héroes Modernos’, colección tanto de ficción como de ensayo. Más tarde se sumó al proyecto Ana S. Pareja, que durante una etapa de tres lustros colaboró e impulsó la editorial. Suya es la idea de crear la colección ‘Alpha, Bet & Gimmel’. Cucurella quiso unirse al estallido de editoriales independientes, como Libros del Asteroide, Nórdica o Periférica, con proyectos individuales o aprovechando la irrupción de las nuevas autoras y editoras en el campo editorial.
El nombre de la editorial procede del término inglés Alpha decay o desintegración alfa, un tipo de radiación que se produce cuando el núcleo del átomo expulsa una partícula alfa (núcleo de helio). Entre sus primeros lanzamientos figura, en septiembre de 2005, el libro de Ahmadou Kourouma Cuando uno rechaza dice no.
Alpha Decay nació de una necesidad de editar con independencia de las grandes multinacionales del libro. Desde 2003, en España nacen una serie de editoriales independientes como Demipage (2003); La Bella Varsovia y Antígona (2004); Libros del Asteroide, Sexto Piso, Atalanta y Alpha Decay (2005); Periférica y Nórdica (2006); Libros del Lince, Impedimenta y Fórcola (2007); Errata Naturae y Alfabia (2008); Capitán Swing y Blackie Books (2009); Malpaso (2013); Stella Maris (2014).